# Shillington (Pennsylvanie)
Shillington est un borough situé au sud-ouest du comté de Berks, en Pennsylvanie, aux États-Unis,. En 2010, il comptait une population de 5 273 habitants.

## Démographie
Lors du recensement de 2010, le borough comptait une population de 5 273 habitants. Elle est estimée, le 1er juillet 2019, à 5 345 habitants.

### Source de la traduction
- (en) Cet article est partiellement ou en totalité issu de l’article de Wikipédia en anglais intitulé « Shillington, Pennsylvania » (voir la liste des auteurs).